# NLE Choppa
Bryson Lashun Potts (ur. 1 listopada 2002 w Memphis), znany pod pseudonimem NLE Choppa – amerykański raper i autor tekstów. Zasłynął singlem „Shotta Flow”, który ukazał się w styczniu 2019 roku. Utwór zajął 36. miejsce w rankingu Bilboard Hot 100. W późniejszym czasie NLE Choppa wydał remix piosenki z artystą o pseudonimie Blueface. Wydał również takie utwory jak „Camelot”, „Walk Em Down” z raperem Roddy Ricch i „Ruff Rydas”.

## Dyskografia
- Top Shotta (2020)